# جون هنتر (مهندس)
جون هنتر (بالإنجليزية: John Hunter)‏ هو مهندس أمريكي، ولد في 14 نوفمبر 1955.